# جون ر. بيت
جون ر. بيت هو سياسي كندي، ولد في 1 يوليو 1885، وتوفي في 1971.